# Часлав Клонимирович
Часлав Клонимирович (на сръбски: Часлав Клонимировић) е княз на Сърбия от династията на Властимировичите, управлявал през 927 – 960 година.
Роден е през 90-те години на IX век като син на Клонимир, който живее в изгнание в България, и неговата българска съпруга. През 924 година той е изпратен в Сърбия с голяма българска армия, която отстранява княз Захария Прибиславлевич, но не получава трона, а сръбските територии са присъединени към България. След смъртта на цар Симеон I, подпомогнат от Византия, той става княз на Сърбия като васал на Източната Римска империя и управлява до края на живота си, като присъединява някои съседни територии.
През 960 година Часлав Клонимирович е пленен от маджарите и удавен в река Сава.